# Rick Ray
Rick Ray is een Amerikaans regisseur, producent, scenarioschrijver en cinematograaf van voornamelijk documentaires in veraf gelegen windstreken. Hij kreeg wereldwijd vooral bekendheid vanwege de productie en regie van 10 Questions for the Dalai Lama uit 2006.
Rick Ray maakte zijn eerste film als amateur met een 8mm-filmcamera in 1967 en behaalde in 1981 zijn filmgraad aan de Universiteit van Californië, Santa Barbara. Hij reisde verschillende jaren als rugzaktoerist met camera rond de wereld.
In 2002 richtte Rick Ray de internetbibliotheek voor film DVArchive.com op, met de bedoeling een beeldwerk te maken van zijn uitgebreide reizen te maken, inclusief een uitgebreide variëteit aan film- en mediamateriaal van andere producenten. Materiaal van Ray verscheen in andere films, zoals An Inconvenient Truth, Contact, de televisieserie Curb Your Enthusiasm en concertvideo's van onder andere Bruce Springsteen, Liz Phair en Roger Waters.
Van 2003 tot 2007 gaf hij les in het maken van documentairefilms aan veel universiteiten en hij werd zevenmaal geïnterviewd op National Geographic.

## Filmografie
- 1987: South China Seas: Singapore to Borneo - montage, regie, script en cinematografie
- 1989: Iceland: Vikings and Valkyries - montage, regie, script en cinematografie
- 1992: Bali: Life In The Balance - montage, regie, script en cinematografie
- 1993: America Comes to Graceland - productie
- 1995: Iceland: Europe's Outback - montage, regie, script en cinematografie
- 1996: Raise the Bamboo Curtain: Vietnam, Cambodia, and Burma - productie, montage, regie, script en cinematografie
- 1997: Cambodia with Martin Sheen - montage, regie, script en cinematografie
- 1997: Emerging Indochina with Marcia Selva - montage, regie, script en cinematografie
- 1997: Emerging Burma with Martin Sheen - montage, regie, script en cinematografie
- 1997: Awakening Vietnam with Martin Sheen - montage, regie, script en cinematografie
- 1997: Raise The Bamboo Curtain: Viet Nam, Burma & Cambodia - montage, regie, script en cinematografie
- 1997: The Gates Of Jerusalem. The Learning Channel - montage, regie, script en cinematografie
- 1997: Ethiopia: Land of The Lost Ark - montage, regie, script en cinematografie
- 1997: Cambodia with Martin Sheen - montage, regie, script en cinematografie
- 1997: Emerging Indochina with Marcia Selva - montage, regie, script en cinematografie
- 1997: Emerging Burma with Martin Sheen - montage, regie, script en cinematografie
- 1997: Awakening Vietnam with Martin Sheen - montage, regie, script en cinematografie
- 1997: Raise The Bamboo Curtain: Viet Nam, Burma & Cambodia - montage, regie, script en cinematografie
- 1997: The Gates Of Jerusalem. The Learning Channel - montage, regie, script en cinematografie
- 1997: Ethiopia: Land of The Lost Ark - montage, regie, script en cinematografie
- 1997: Jerusalem: Sacred and Profane - productie, montage, regie, script en cinematografie
- 1997: Elvis: His Life and Times - productie
- 1998: Touring Israel. Questar Video - montage, regie, script en cinematografie
- 1999: Lost Worlds of The Middle East: Syria, Jordan, Israel, Lebanon
- 2000: Mysteries of The Holy Land - cinematografie
- 2001: Asia: On The Edge of Change - montage, regie, script en cinematografie
- 2002: Conversations With The Dalai Lama - montage, regie, script en cinematografie
- 2002: Touring India - montage, regie, script en cinematografie
- 2001: Lost Worlds of the Middle East: Syria, Jordan, Lebanon, Israel - productie, montage, regie en cinematografie
- 2002: The Soul of India - productie, montage, regie en script
- 2004: Inside Iraq: The Untold Stories - coproductie, script
- 2004: Inside Iraq: The Untold Stories - productie en montage
- 2006: 10 Questions for the Dalai Lama - productie, montage, regie, script en cinematografie
- 2008: Morocco - montage, regie, script en cinematografie